# Orde van de Overwinning
De Orde van de Overwinning (Russisch: Орден «Победа», Orden "Pobeda") was de hoogste militaire onderscheiding in de Sovjet-Unie en is, omdat de orde zo zelden is verleend, een van de zeldzaamste onderscheidingen ter wereld.
De op 8 november 1943 door het Praesidium van de Opperste Sovjet van de Sovjet-Unie ingestelde orde werd alleen aan generaals en maarschalken van de Sovjet-Unie en opperbevelhebbers van geallieerde naties verleend. Zij moesten "door met succes bekroonde offensieven aan één of meerdere fronten een radicale verbetering van de strategische positie van het Rode Leger hebben bewerkstelligd".
De zeer kostbaar uitgevoerde ster is van platina en is met tussen de 120 en 150 robijnen en briljanten met een gewicht van 16 karaat ingelegd. Het is een van de kostbaarste Onderscheidingen met briljanten die in de faleristiek bekend zijn.
Op het medaillon van de vijfpuntige ster zien we de muren van het Kremlin en het mausoleum van Lenin. Deze orde is twintigmaal verleend.
Onderscheiden werden onder andere:
- Maarschalk Jozef Stalin, hij ontving de orde tweemaal
- Maarschalk Georgi Zjoekov, hij ontving de orde tweemaal
- De Russische Maarschalk Vasilevski, hij ontving de orde tweemaal
- De Sovjet-Poolse Maarschalk Rokossovsky
- De Russische Maarschalk Konev
- De Russische Maarschalk Tolboechin
- De Sovjet-Oekraïense Maarschalk Malinovski
- De Russische Maarschalk Govorov
- De Sovjet-Oekraïense Maarschalk Timosjenko
- De Russische Maarschalk Meretskov
- De Sovjet-Wit-Russische Generaal Aleksej Antonov
- De Poolse generaal Rola-Zymierski
- Leonid Brezjnev die de Orde in 1978 aan zichzelf verleende "voor het veroveren van de torpedobootjager Storojevoy" en postuum weer werd geschrapt uit de lijst van dragers.
- Koning Michaël van Roemenië
- Generaal Dwight Eisenhower
- Maarschalk Tito
- Veldmaarschalk Bernard Montgomery

Na de Grote Vaderlandse Oorlog, zoals de Tweede Wereldoorlog in Rusland genoemd wordt, is deze orde niet meer verleend. De zelfverheerlijking van Leonid Brezjnev daargelaten.
Generaal Eisenhower vertelde Prins Bernhard der Nederlanden dat hij zijn ster had laten taxeren; het was een grote teleurstelling; de "edelstenen" bleken uit strass te bestaan, die van speciaal glas gemaakt zijn. De onderscheiding moet na de dood van de ontvanger, van hen is de laatste drager de Michaël van Roemenië op 5 december 2017 overleden, worden teruggegeven aan Rusland.